# Mateu Barberà
Mateu Barberà (?-1566) fou un compositor renaixentista català i va arribar a ser abat del monestir de Sant Feliu de Guíxols.
Mateu Barberà, que va néixer entre finals del segle xv i principis del XVI (es desconeix la data de naixement), va ser un compositor de música sacra renaixentista que va gaudir de gran renom en vida.
No hi ha gairebé informació de la seva vida ni tampoc de la seva obra.
Se sap que va viure al monestir de Sant Feliu de Guíxols (d'ordre religiosa benedictina, el qual va posar inici a la seva activitat eclesiàstica l'any 968 d.C) i que, amb el pas dels anys, arribà a convertir-se en abat. Barberà morí l'any 1566 en aquest monestir.